# Serčejju
Il Serčejju (in russo Серчейю?) è un fiume della Russia europea settentrionale, affluente di destra della Laja (bacino della Pečora). Scorre nel Circondario autonomo dei Nenec e nella Repubblica dei Komi.
Il fiume ha origine dal lago Serčeevo. Il canale è piuttosto tortuoso e attraversa un'area spesso paludosa. Nell'alto corso scorre in direzione nord, poi gira verso sud-est. Sfocia nella Laja a 175 km dalla foce. Ha una lunghezza di 133 km; l'area del suo bacino è di 2 470 km².